# 佐々駅
佐々駅（さざえき）は、長崎県北松浦郡佐々町本田原免にある松浦鉄道西九州線の駅である。かつては臼ノ浦線が分岐していた。
カワヅザクラとシロウオが佐々町の春の風物詩であることから「河津桜とシロウオの里」の愛称が付けられている。

## 歴史
- 1931年（昭和6年）12月27日：佐世保鉄道の駅として開設[3]。当時の読みは「ささ」[3]。
- 1936年（昭和11年）10月1日：佐世保鉄道買収に伴い、鉄道省松浦線の駅となる[3]。駅名の読みをさざに変更[3]。
- 1971年（昭和46年）12月26日：国鉄臼ノ浦線が廃止[3]。
- 1982年（昭和57年）11月15日：貨物営業を廃止[4]。
- 1987年（昭和62年）4月1日：国鉄分割民営化により、九州旅客鉄道（JR九州）の駅となる[4]。
- 1988年（昭和63年）4月1日：第三セクター松浦鉄道への転換に伴い、同社西九州線の駅となる[4]。
- 1991年（平成3年）5月：現駅舎竣工[5]。
- 1992年（平成4年）7月15日：列車増発に伴い3番のりばを整備し使用再開[6]。
- 2015年（平成27年）5月11日：駅愛称が「河津桜とシロウオの里」に決定[2]。
- 2022年（令和4年）3月：佐々町が駅舎を改装して佐々駅舎交流センターを設置[7]。

## 駅構造
単式ホーム1面1線（佐世保方面折返し用）と島式ホーム1面2線、計2面3線を有する地上駅である。島式ホームが1・2番のりば、単式ホームが3番のりばとなっており、各ホームは構内踏切で結ばれている。3番のりばは行止まりとなっており、たびら平戸口方面へ行くことが出来ない。
駅舎は木造ログハウス風で内部は2階建てであり、1991年（平成3年）に竣工した（前述）。ちなみに、国鉄時代の駅舎は単式ホーム側に建っており、のりば番号も現在と逆の振り方（単式ホーム（臼ノ浦線発着用のりば）が1番、島式ホームが2・3番）となっていた。なお、臼ノ浦線廃止後は1番のりば（現・3番のりば）のレールが撤去されたことがあった。
2022年3月、佐々町が駅舎をリニューアルして「佐々駅舎交流センター」とし、約800メートル離れていた「町観光情報センター」を移転した。佐々駅舎交流センターの指定管理者には佐々町観光協会が予定されていたが、人員配置の困難さなどが問題となり白紙となった。佐々町が暫定的に管理運営する状況が続き、1階に新設されたテナント用のスペースの2度の募集にも希望者はなかった。町は指定管理者制度の導入を断念し、2024年（令和6年）3月の町議会で陳謝するとともに、引き続きテナントを貸し出せるようにしたいとしている。

### のりば
| ホーム | 路線      | 方向 | 行先                           | 備考          |
| ------ | --------- | ---- | ------------------------------ | ------------- |
| 1・3   | ■西九州線 | 下り | 佐世保方面                     | 一部2番のりば |
| 2      | ■西九州線 | 上り | たびら平戸口・松浦・伊万里方面 |               |

付記事項
- 2番のりばは両方向への発車に対応する。3番のりばは当駅を始終着とする佐世保方面行きの一部列車が使用する。
- 構内には松浦鉄道の佐々車両基地があり、列車の留置運用がある。

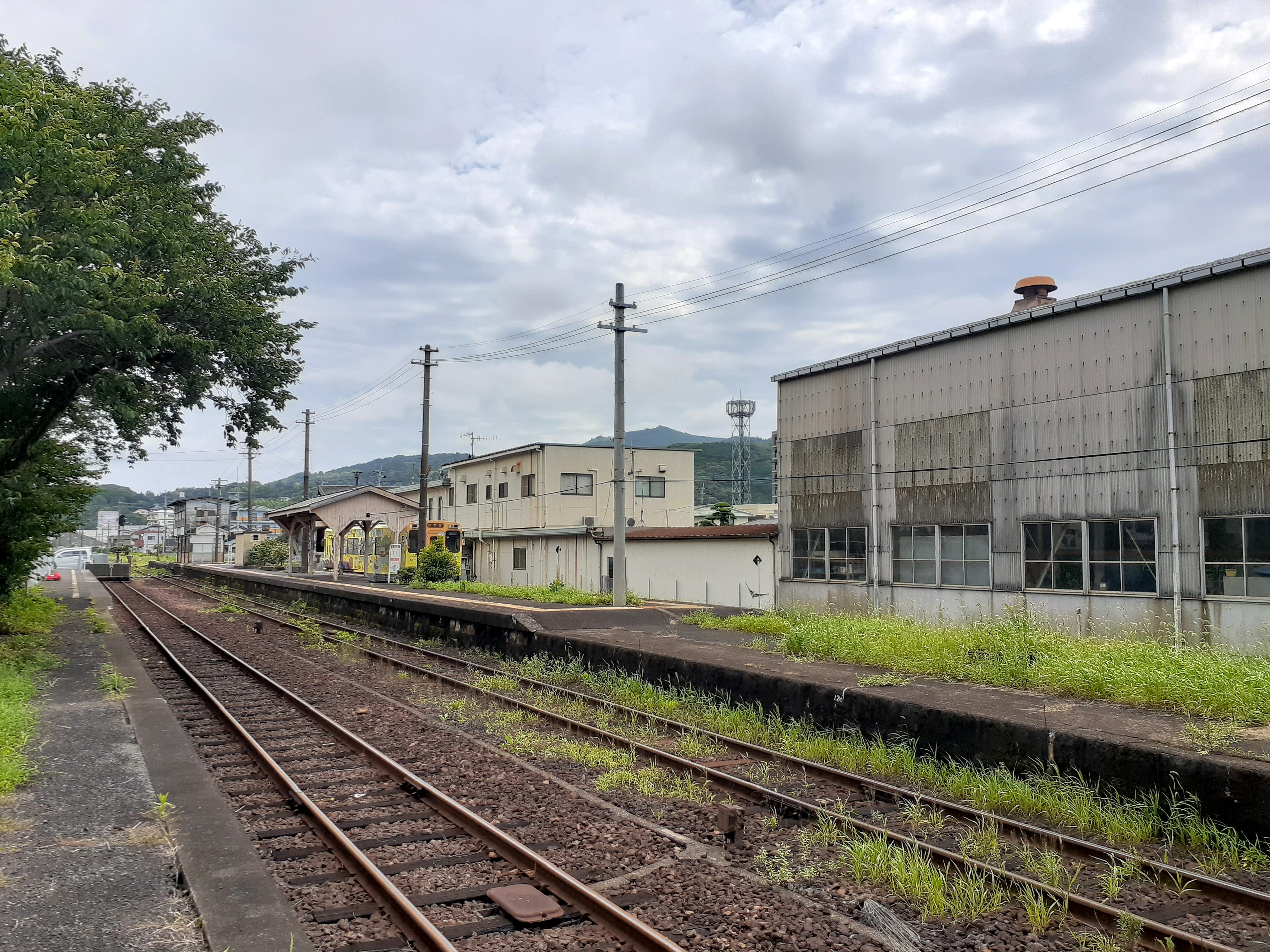
ホーム（2020年7月、3番のりば側から）
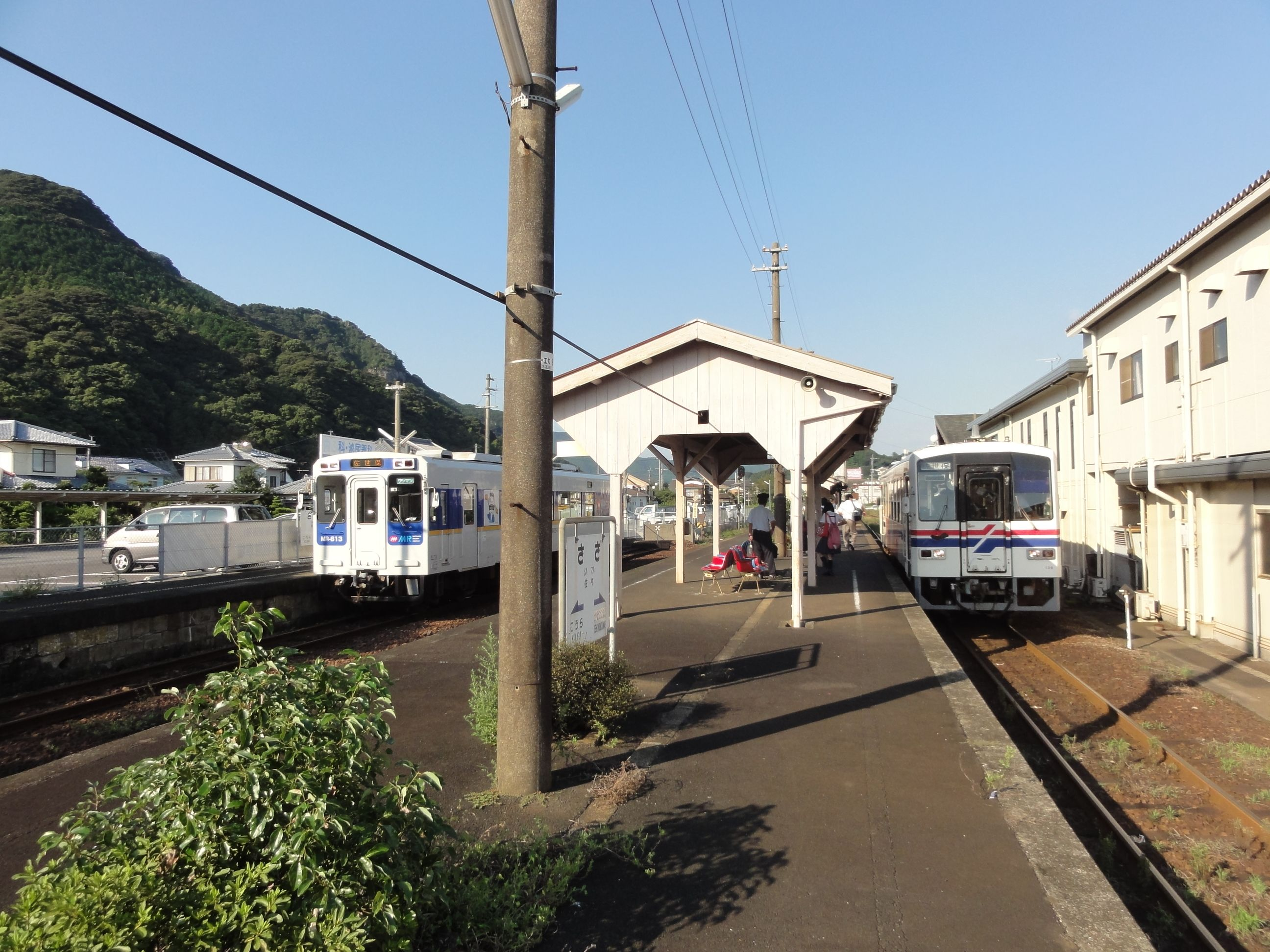
ホーム（2011年9月、佐世保行きが停車中（※左の列車は当駅始発））

## 利用状況
1日平均乗降人員は599人である（2017年度）

## 駅周辺
駅前は佐々町の中心が広がっている。佐々川は駅裏側を流れており、駅付近はこの川と並行する。
- 佐々町役場
- 佐々町立佐々中学校
- 佐々町立図書館
- 佐々町文化会館
- 国道204号
- 佐々郵便局
- 十八親和銀行佐々支店
- 十八親和銀行佐々中央支店
- エレナ佐々店（2024年6月14日リニューアルオープン）
- マックスバリュ佐々店
- モスバーガー長崎佐々店
- ビッグマン佐々店（佐世保バーガー）
- ドコモショップ佐々店

## バス路線

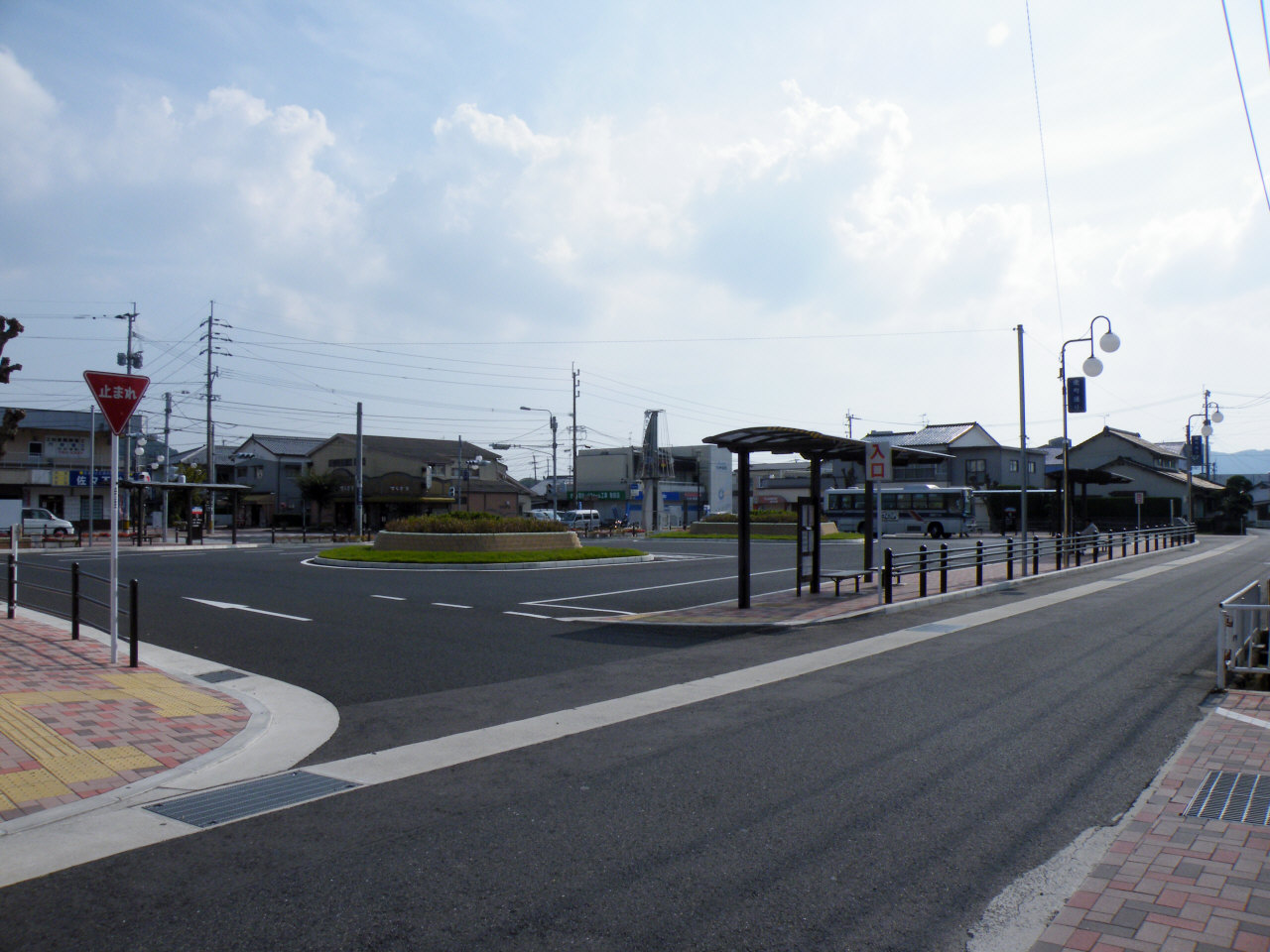
佐々バスセンター

### 佐々バスセンター
駅のすぐ前にある西肥自動車（西肥バス）ののりば。2007年（平成19年）10月に、それまで駐車場だった場所を改築して新設された。
1番のりば
- [A1-47] 佐々バスセンター - 小浦駅前 - 第二ニュータウン - 相浦郵便局前 - 日野峠 - 佐世保駅前
- [A1-50] 佐々バスセンター - 小浦駅前 - 第二ニュータウン - 相浦郵便局前 - 本山 - 皆瀬局前 - 大野 - 佐世保駅前
- [V1-51] 佐々バスセンター - 小浦駅前 - 第二ニュータウン - 相浦郵便局前 - バイパス本山 - 佐世保商業高校　（※学休日運休）
- [？-81] 佐々バスセンター - 見返橋 - 田原 - 楠泊 - 大加勢 - 江迎' - 肥首 - 平戸口桟橋 　　※2022年3月24日より
- [S1-61] 佐々バスセンター - 見返橋 - 田原 - 楠泊 - 大加勢 - 江迎
- [S2-61] 佐々バスセンター - 見返橋 - 田原 - 楠泊 - 大加勢
- [S5-59] 佐々バスセンター - サンビレッジ佐々 - 北部営業所
  - 以前は、日野経由ハウステンボス 西門・重尾・佐世保東翔高校・早岐支所シルバーボウル前行や、第二ニュータウン・本山・矢峰経由柚木行、口石別道経由楠泊行、黒石経由江迎行の便が存在した。
  - 2022年3月24日改正で、黒石経由大加勢・江迎発着系統が廃止となった。

2番のりば
- 【高速】「佐世保長崎線」 佐々バスセンター - 佐世保駅前 - 長崎駅前・中央橋
- 【高速】「佐世保福岡線」 佐々バスセンター - 佐世保駅前 - 福岡空港・天神・博多バスターミナル （※西鉄高速バスと共同運行）
- [AP1]【空港特急】佐々バスセンター - 佐世保駅前 - 川棚バスセンター - 彼杵本町 - 試験場前 - 長崎空港 （※西九州自動車道経由）
- [AP2]【空港特急】佐々バスセンター - 佐世保駅前 - ハウステンボス - 川棚バスセンター - 彼杵本町 - 試験場前 - 長崎空港 （※西九州自動車道経由）
- [A9-54]【急行】佐々バスセンター - 芳の浦 - バイパス本山 - 吉岡団地 - 大野 - 佐世保駅前
  - 以前は、長崎空港 - 佐世保・佐々間空港高速（実証実験運行[AP3][AP4]）や佐世保 - 佐々・平戸間特急、西九州道経由佐世保 - 佐々間快速特急も存在した。

3番のりば
- [A1-52] 佐々バスセンター - 芳の浦 - バイパス本山 - 吉岡団地 - 大野 - 佐世保駅前
- [A1-59] 佐々バスセンター - 芳の浦 - 本山 - 皆瀬局前 - 大野 - 佐世保駅前
- [E3-45] 佐々バスセンター - 芳の浦 - 本山 - 皆瀬局前 - 大野 - 佐世保駅前 - 藤原橋 - 日宇駅前 - 卸本町入口 - 早岐田子の浦 - 三川内駅前 - 下宿 - 波佐見高校
- [J1-29] 佐々バスセンター - 芳の浦 - 本山 - 皆瀬局前 - 大野 - 佐世保駅前 - 藤原橋 - 日宇駅前 - 卸本町入口 - 早岐田子の浦 - 早岐駅前 - 広田工業団地 - 浦川内公民館前 - 重尾 - 佐世保東翔高校
- [J2-34] 佐々バスセンター - 芳の浦 - 本山 - 皆瀬局前 - 大野 - 佐世保駅前 - 藤原橋 - 日宇駅前 - 卸本町入口 - エコスパ佐世保 - クレールの丘中央 - 有福 - 早岐駅前  - 宮崎橋  - 浦川内公民館前 - 重尾
- [V1-52] 佐々バスセンター - 芳の浦 - バイパス本山 -　佐世保商業高校　※2022年3月24日より
  - 以前は、本山・大野経由早岐支所シルバーボウル前・ハウステンボス西門・川棚バスセンター・伊万里駅前・伊万里営業所・内海・嬉野・西海橋コラソンホテル行、バイパス本山・矢峰経由柚木行が存在した。

4番のりば
- [L2-61] 佐々バスセンター - 小春
- [Q9-54]【半急行】佐々バスセンター - 小春 - 吉井 - 江迎 - 平戸口桟橋 - 平戸桟橋　（※半急行は吉井まで急行、吉井 - 平戸間は普通で運行）
- [Q1-69] 佐々バスセンター - 小春 - 吉井 - 江迎 - 平戸口桟橋 - 平戸桟橋
- [R1-62] 佐々バスセンター - 小春 - 吉井 - 福井 - 子産坂トンネル - 松浦駅前
  - 以前は、吉井・江迎・大加勢や槍巻・世知原温泉、きらめきの里、草の尾入口経由松浦駅前、御厨駅前行が存在した。

## 隣の駅
松浦鉄道
■西九州線
快速・普通（快速は当駅から小浦方のみで運行）
清峰高校前駅 - 佐々駅 - 小浦駅

### 廃止区間
日本国有鉄道
臼ノ浦線
佐々駅 - 臼ノ浦駅
※当駅と臼ノ浦駅との間に四ツ井樋駅（1945年（昭和20年）廃止）、肥前黒石駅、大悲観駅（共に1944年（昭和19年）廃止）が存在していた。